# Bojong (Rongga)
Bojong is een bestuurslaag in het regentschap Bandung Barat van de provincie West-Java, Indonesië. Bojong telt 6649 inwoners (volkstelling 2010).